# Christa Belle
Christa Belle (ur. 21 sierpnia 1974 w Lexington) – wokalistka amerykańskiego zespołu Hungry Lucy. W zespole, oprócz śpiewu, zajmuje się pisaniem piosenek i oprawą graficzną.